# Ndimoa
Ndimoa est un village du Cameroun situé dans la région du Littoral, le département du Moungo et l'arrondissement du Nlonako.

## Population et développement
Lors du recensement de 2005, on y a dénombré 200 habitants.